# Le shérif est en prison (bande originale)
Blazing Saddles -  Original Motion Picture Soundtrack, composé par John Morris, est la bande originale distribué par La-La Land Records, du film américain réalisé par Mel Brooks, Le shérif est en prison, sorti en 1974.

## Liste des titres
| 1.    | Signature / Blazing Saddles (Main Title)                                           | Frankie Laine  | 2:29 |
| 2.    | Ballad of Rock Ridge                                                               |                | 2:04 |
| 3.    | April in Paris                                                                     |                | 1:03 |
| 4.    | Hoop-Dee-Doo                                                                       |                | 0:38 |
| 5.    | Wagon Train Flashback                                                              |                | 1:08 |
| 6.    | Transitions                                                                        |                | 0:23 |
| 7.    | Mongo                                                                              |                | 0:33 |
| 8.    | Merrily We Roll Along                                                              |                | 0:10 |
| 9.    | I'm Tired                                                                          | Madeline Kahn  | 5:28 |
| 10.   | Bart Returns                                                                       |                | 0:54 |
| 11.   | Alky 1-2-3 / Ballad of Rock Ridge (sad) / Desperado Registration / Night Camp Tent |                | 1:35 |
| 12.   | A New Rock Ridge                                                                   |                | 0:53 |
| 13.   | Voodoo You Do / The Big Fight / The French Mistake                                 |                | 1:45 |
| 14.   | The Studio Fight / Grauman's                                                       |                | 2:15 |
| 15.   | Noble Farewell / Finale                                                            |                | 2:35 |
|       | Bonus Tracks                                                                       |                |      |
| 16.   | Signature / Main Title (instrumental/chorus version)                               |                | 2:29 |
| 17.   | Ballad of Rock Ridge (instrumental)                                                |                | 2:00 |
| 18.   | I'm Tired (instrumental)                                                           |                | 5:11 |
| 19.   | The French Mistake (instrumental)                                                  |                | 0:11 |
| 20.   | Finale (instrumental)                                                              |                | 1:54 |
| 21.   | Get a Kick Out of You                                                              | Cleavon Little | 0:35 |
| 22.   | Hail To The Chief                                                                  |                | 0:11 |
| 23.   | Springtime for Hitler                                                              |                | 0:11 |
| 24.   | Bar Source                                                                         |                | 0:38 |
| 25.   | The French Mistake (extended album version)                                        |                | 0:31 |
| 26.   | Signature / Main Title (instrumental/solo version)                                 |                | 2:41 |
| 40:25 |                                                                                    |                |      |

## Distinction
- Oscars 1975 : nomination comme meilleure chanson originale pour Blazing Saddles, musique de John Morris et paroles de Mel Brooks

## Réédition
35 ans après la sortie officielle, le 26 août 2008, le studio La-La Land Records réédite au format CD l'album du film.